# Код (городское ориентирование)
Код — в городском ориентировании последовательность букв и/или цифр являющаяся паролем, подтверждающим выполнение определенного задания. 

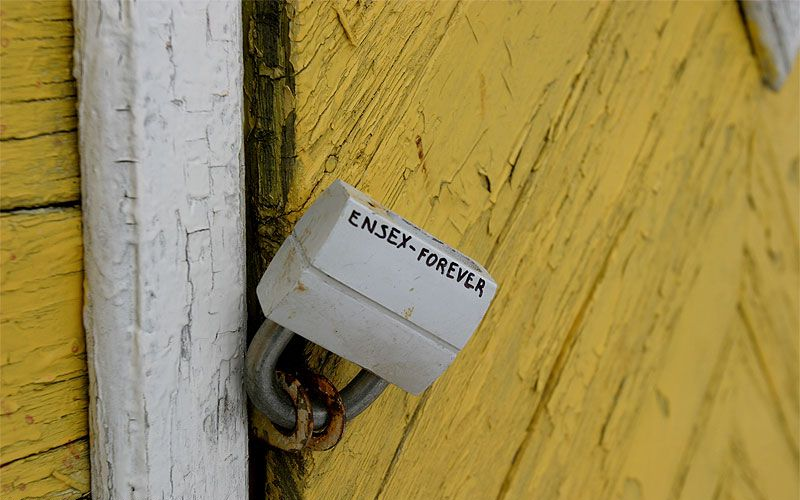
Пример написания кода Encounter.

Код совместно с локацией, на которой он находится, выполняет функции контрольного пункта.
Сложность поиска кода зависит от сложности игры. Обычно организаторы рисуют указатели на код в виде стрелок, облегчающие поиск кода. Рядом со стрелкой ставится либо графический символ, либо обозначение проекта (например, CX, EN, DR). В сложных играх код может быть в угольной шахте, металлургическом комбинате, на вышке телебашни.

## Классификация кодов
По влиянию на результат игры

Пример написания кода в игре Дозор.

- Основной код — необходим для прохождения задания.
- Бонусный код — ввод этого кода дает команде бонусное время.

По месту написания
Обычно к одному заданию относится один код. Также возможны:
- Составной код — совокупность основных кодов одного задания (в случае более чем одного кода).
- Сборный код — части кода распределены по локации.
- Убегающий код — части кода распределены по разным локациям, с первой идет отсылка на следующую.

По способу написания
Обычно коды пишутся краской или маркером, кроме этого бывают:
- УФ код — пишется специальным маркером или краской, виден только при освещении ультрафиолетом.
- Светящийся код — пишется фосфоресцентной краской, виден только в полной темноте[4].
- Не стандарт — написание кода отличается от принятого по содержанию (например, в коде не используется обозначение проекта, либо код представлен в виде кроссворда или ребуса) или способу написания (например, код выполнен объемными символами и находится на ощупь).

По отношению к участникам
Обычно авторы используют на локациях общие коды, но персональные и динамические коды иногда позволяют выявить нечестную игру некоторых команд.
- Общий код — код, действующий для всех участников игры.
- Персональный код — код, предусмотренный для определенного участника или команды.
- Динамический код — код изменяется авторами в процессе игры. Место размещения кода не меняется, а сам код для каждой команды — новый.
- Грааль — код может быть взят лишь одной из команд. Обычно выполняется как бонусное задание.